# Szvéti evangyeliomi

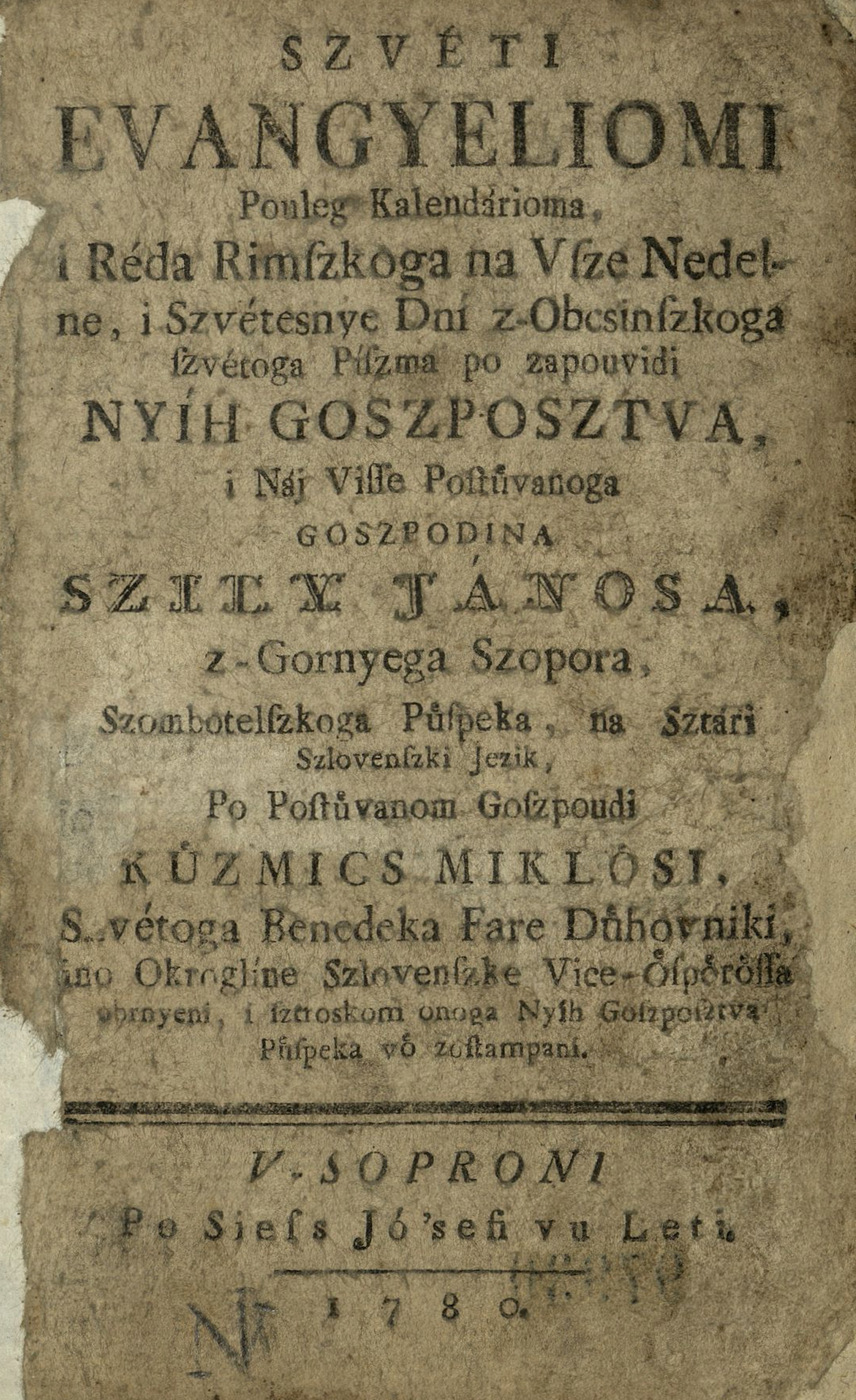
A Küzmics-evangélium eredeti példánya.

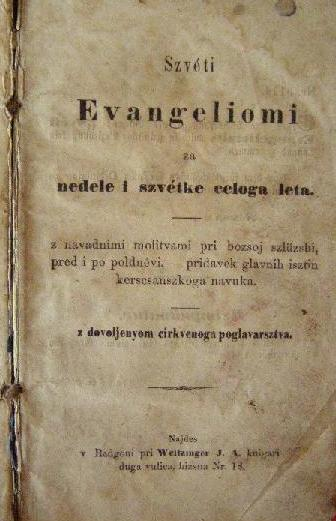
Az evangélium 1840-es kiadása.

A Szvéti evangyeliomi eredeti teljes nevén Szvéti evangyeliomi pouleg kalendáriuma, másik ismert elnevezése még Küzmics-evangélium Küzmics Miklós kancsóci katolikus esperes-plébános 18. század végi latinból való bibliafordítása, a vend nyelv irodalmi nyelvének egyik alapja.